# Fiat 3000
| Fiat 3000A L5/21                               | Fiat 3000A L5/21                                                      |
| ---------------------------------------------- | --------------------------------------------------------------------- |
| Fiat 3000A L5/21 в оточенні офіцерів-танкістів |                                                                       |
| Тип                                            | легкий танк Схема: класична                                           |
| Походження                                     | Королівство Італія                                                    |
| Історія використання                           |                                                                       |
| На озброєнні                                   | 1921—1943                                                             |
| Оператори                                      | Королівство Італія                                                    |
| Війни                                          | Друга світова війна                                                   |
| Історія виробництва                            |                                                                       |
| Розробник                                      | Fiat                                                                  |
| Виготовлення                                   | 1921—1930                                                             |
| Виготовлена кількість                          | 152                                                                   |
| Характеристики                                 |                                                                       |
| Вага                                           | 5,5                                                                   |
| Довжина                                        | 3750 (4290 з «хвостом»)                                               |
| Ширина                                         | 1670                                                                  |
| Висота                                         | 2200                                                                  |
| Обслуга                                        | 2                                                                     |
|                                                |                                                                       |
| Броня                                          | Лоб: 16 Борт: 16 Корма: 16 Дах: 6 Башта: лоб: 16, борт: 16, корма: 16 |
| Другорядне озброєння                           | 2 × 6,5-мм боєкомплект: 2000                                          |
| Двигун                                         | рядний 4 - циліндровий карбюраторний рідинного охолодження 63         |
| Дорожній просвіт                               | 280                                                                   |
| Швидкість                                      | шосе: 21                                                              |
| Прохідність                                    | підйом: 20° рів: 1,32 брід: 0,6                                       |
|                                                |                                                                       |
| Fiat 3000 у Вікісховищі                        |                                                                       |

| Танки Fiat 3000B L5/30  |                    |
| Тип                     | Fiat 3000B L5/30   |
| Історія використання    |                    |
| Оператори               | Королівство Італія |
| Характеристики          |                    |
| Вага                    | 6                  |
| Довжина                 | 3939               |
|                         |                    |
| Fiat 3000 у Вікісховищі |                    |

Fiat 3000 (L5/21) —  італійський легкий танк  1920-х років. Перший італійський серійний танк, розроблений відразу після закінчення  Першої світової війни на основі французького FT-17. Вироблявся, поряд зі своєю покращеною версією Fiat 3000B (L5/30), з 1921 по 1930 рік, загальний випуск склав 152 екземпляри. Велика частина випущених Fiat 3000 все ще залишалася в строю до початку  Другої світової і обмежено використовувалася аж до 1943 року. 26 екземплярів було поставлено на експорт.

## Історія
У 1918 році Франція поставила  Італії один важкий танк «Шнейдер» і кілька легких «Рено» FT-17. Італійці зробили додаткове замовлення, але в той час Франція ледь забезпечувала танками власну армію і не могла задовольнити заявку італійців. З цієї причини вони вирішили самостійно будувати танк, подібний «Рено» FT-17, але з використанням вузлів і деталей вітчизняного виробництва. Розробку танка здійснили фірми «Ансальдо» і «Бреда», а замовлення на виробництво 1400 машин було розміщене на фірмі «Фіат». Однак у зв'язку з закінченням Першої світової війни в 1918 році замовлення було скорочено до 100 одиниць.
Перший прототип був побудований в 1920 році, але на озброєння італійської армії новий танк надійшов тільки в 1923 році. У порівнянні з французьким «Рено» FT-17 легкий танк «Фіат 3000» модель 21 («Фіат 3000A») був більш легким і швидкісним. Перші зразки танків озброювалися двома спареними кулеметами калібру 6,5 мм, які встановлювалися в башті і мали кут наведення за місцем цілі від +24 до −17°. У боєкомплект входили 2000 патронів.
У 1929 році на одному з танків замість кулеметів була встановлена 37-мм гармата, після чого більша частина танків була модифікована в цьому напрямку, і вони стали називатися «Фіат 3000» модель 30 або просто «Фіат 3000B». Окрім нового озброєння танки отримали покращену підвіску і більш потужний двигун, що розвивав 64 к.с. Зміщена вправо 37-мм гармата мала кут наведення за місцем цілі від +20 до −10°. Її боєкомплект складався з 68 пострілів. На кількох «Фіат 3000» були встановлені радіостанції, і вони стали виконувати функції командирських машин.
Серед експериментальних версій слід зазначити 105-мм самохідну гаубицю і модифікацію зі спареними 37-мм гарматами.
До появи в 1929 році англійських танків  «Карден-Лойд» Mk VI «Фіати 3000» були єдиними машинами, які у великій кількості мала італійська армія. Італійці використовували їх в Абісинії, Лівії і навіть в самій Італії. В останній раз «Фіати 3000» брали участь у бойових діях в ході висадки союзних військ на Сицилії.

## Модифікації
- Fiat 3000A, L5/21 — базова версія з кулеметним озброєнням, виготовлено 100 одиниць.
- Fiat 3000B, L5/30 — версія з 37-мм гарматою Model 30 37/40 замість баштового кулемета, виготовлено 52 одиниці.
- Fiat 3000B з 105-мм гаубицею.
- Fiat 3000B зі спареними 37-мм гарматами.